# 채기창
채기창(1945년 4월 26일~)은 대한민국의 정치인이다. 제4대 경기도의원을 지냈다.

## 역대 선거 결과
|  | 31.52% |

|  | 49.03% |

|  | 19.84% |